# La abuela
La abuela - Legami di sangue (La abuela) è un film del 2021 diretto da Paco Plaza.
Pellicola horror franco-spagnola sceneggiata da Carlos Vermut.

## Trama
Susana è una modella di Madrid che vive da anni a Parigi per portare avanti la sua carriera, nonostante il senso di colpa provato per aver lasciato la nonna che l'ha cresciuta sola a casa e sapendo di non poter tornare neanche per il compleanno, che le due donne condividono. Alla vigilia di una grande occasione che potrebbe permetterle un salto di qualità professionale, Susana deve tornare a Madrid a causa di un ictus appena subito da sua nonna. Arrivata presso l'ospedale dove la donna è ricoverata, Susana scopre come sua nonna non sia più pienamente autosufficiente e che quindi dovrà badare a lei almeno finché non troverà una valida alternativa.
Le prime giornate insieme a sua nonna scorrono tranquille: la donna non riesce a mangiare da sola o a deambulare in autonomia, tuttavia reagisce ad alcuni stimoli e Susana riesce ad occuparsi di lei nonostante il pensiero della vita lasciata in Francia. A poco a poco, tuttavia, la ragazza inizia a sentirsi inquieta, a fare strani incubi ed a percepire una nostalgia sempre maggiore di Parigi. La situazione si distende leggermente in seguito all'inaspettata visita di Eva, nipote di un'amica della nonna recentemente scomparsa dopo un decorso molto simile a quello vissuto dell'anziana. Nonostante Susana non ricordi di averla mai conosciuta né di averne sentito parlare da sua nonna, la quale sarebbe stata invece accudita proprio da Eva negli ultimi mesi, le due donne trascorrono dei momenti piacevoli in compagnia.
Nei giorni successivi, tuttavia, cose sempre più inquietanti iniziano ad accadere: Susana ha continui incubi e ritrova un diario d'infanzia in cui scopre una traccia del primo incontro con Eva. Dal diario emerge come Eva e la di lei nonna siano gli unici soggetti estranei con cui sua nonna abbia mai avuto a che fare; inoltre le due bambine sembrano essere state sottoposte a uno strano rito durante il loro primo incontro. Le pagine successive del diario contengono tracce di terribili incubi vissuti dalla bambina, dopo di che tutto ritorna alla normalità come se avesse dimenticato ciò che aveva vissuto. Quando la ragazza tenta di chiedere delle spiegazioni a sua nonna, la reazione della donna risulta fortemente inquietante. Inoltre, le capita di addormentarsi nel suo letto e di svegliarsi in quello della donna.
In seguito la nonna scompare nel nulla per alcune ore per poi riapparire in casa, come se niente fosse. Susana è sempre più preoccupata e cerca di trovare alla svelta qualcuno a cui lasciarla, così da poter tornare alla sua vita. Dopo vari tentativi, Susana decide di assumere Adela come badante: dopo l'incontro, l'anziana inizia a pronunciare quello che sembra un sortilegio (Non poteris stare malus sine impedirent viam meam), dopo di che Adela muore in un terribile incidente stradale nel giro di pochi istanti. Sconvolta, la ragazza cerca allora una casa di cura dover far vivere sua nonna: nel momento in cui l'anziana lo scopre, tuttavia, pronuncia di nuovo parole non comprensibili che scatenano un terribile rogo presso la casa di cura. Susana è sconvolta più che mai, tuttavia proprio quando la situazione sembra priva di vie d'uscita la nonna muore improvvisamente.
Non appena Susana avvisa le autorità circa il decesso, la donna si risveglia e inizia a usare i suoi poteri sovrannaturali per impedire fisicamente alla nipote di lasciare l'appartamento. Una volta sopraffatta completamente la ragazza, la nonna completa un rito che scatena uno scambio dei corpi fra le due donne: la nonna si impadronisce dunque del corpo della giovane e avvenente erede, che viene invece condannata a spirare nel corpo dell'anziana. Subito dopo, la nuova Susana viene raggiunta da quella che si presume essere la nuova Eva: anche in questo caso, si presume essere avvenuto il medesimo incantesimo.

## Produzione
Prodotto da Atresmedia Cine e Sony Pictures in cooperazione con Prime Video, il film è stato girato nell'arco di sette settimane; le riprese sono state completate entro agosto 2020.

## Distribuzione
Presentato ufficialmente al San Sebastián International Film Festival 2021, il film è stato distribuito nei cinema spagnoli a partire dal 28 gennaio 2022 per poi approdare nei cinema francesi nell'aprile successivo.
In Italia è stato distribuito direttamente sulle piattaforme in streaming e riproporlo in prima visione assoluta su Rai 4 e RaiPlay il 27 marzo 2024.

## Accoglienza
Il film ha incassato 3 milioni di dollari al botteghino internazionale.

## Riconoscimenti
| Anno | Manifestazione                                           | Premio                           | Nominato                       | Risultato       | Nota  |
| ---- | -------------------------------------------------------- | -------------------------------- | ------------------------------ | --------------- | ----- |
| 2022 | Premios Ferzos                                           | Miglior trailer                  | Miguel Ángel Trudu             | Vincitore/trice | [ 7 ] |
| 2022 | Premios Ferzos                                           | Miglior poster                   | Octavio Terol, Jorge Alvariño  | Candidato/a     | [ 7 ] |
| 2022 | Festival internazionale del film fantastico di Gérardmer | Premio della giuria              | Film                           | Vincitore/trice | [ 8 ] |
| 2022 | Premio Goya                                              | Miglior colonna sonora originale | Fatima Al Qadiri               | Candidato/a     | [ 9 ] |
| 2022 | Premio Goya                                              | Migliori effetti speciali        | Raúl Romanillos, Ferran Piquer | Candidato/a     | [ 9 ] |